# Informatik (musikgrupp)
Informatik, tidigare Informätik, är en electroindustri/futurepopgrupp bestående av David Charles (sångare) och Tyler Newman, båda från Boston, USA. Gruppen bildade 1990 och utges på Metropolis Records i USA och på Dependent Records i Europa. De bor båda i San Francisco.
Charles, som även går under artistnamnet Da5id Din, har ett soloprojekt kallat din_fiv.  Newman har ett antal sidoprojekt och har varit medlem i gruppen Stromkern.

## Medlemmar
Nuvarande medlemmar
- Da5id Din (David Charles Spiegelman) - sång, synthesizer (1994-idag)
- Tyler Newman - keyboard, synthesizer, sång (2002-idag) [1]

Tidigare medlemmar
- Matthew Crofoot - keyboard, synthesizer (1994-2002)

## Diskografi
Album
- 1995 – Direct Memory Access
- 1997 – Direct Memory Access v2.0
- 1998 – Syntax
- 2002 – Nymphomatik
- 2004 – Re:Vision
- 2008 – Beyond
- 2009 – Arena
- 2013 – Playing With Fire

EP
- 2009 – Come Together
- 2013 – How Long [2]